# Michel Talagrand

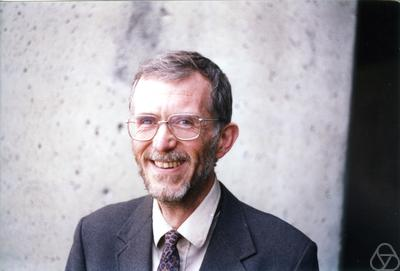
Michel Talagrand (1995)

Michel Talagrand (* 15. Februar 1952 in Béziers, Département Hérault) ist ein französischer Mathematiker, der sich mit Wahrscheinlichkeitstheorie und Funktionalanalysis beschäftigt. 2024 erhielt er mit dem Abelpreis eine der höchsten internationalen Auszeichnungen der Mathematik.

## Leben
1977 promovierte er bei Gustave Choquet an der Universität Pierre und Marie Curie (Univ. Paris VI) mit der Arbeit Mesures invariantes, compacts de fonctions mesurables et topologie faible des espaces de Banach. Von 1985 bis zu seiner Emeritierung 2017 war er Directeur de Recherches des CNRS an der Universität Paris VI.
Talagrand befasste sich mit der Theorie stochastischer Prozesse und Wahrscheinlichkeitstheorie in Banachräumen, wo er für von ihm aufgestellte („Konzentrations“-) Ungleichungen bekannt ist, die es vielfach ermöglichen, Schranken für die Fluktuationen stochastischer Prozesse anzugeben. In den 2000er Jahren beschäftigte er sich insbesondere mit der mathematischen Theorie der Spin-Gläser, zuvor in der Physik intensiv erforschten Modellen ungeordneter Systeme, mit Verbindungen zu neuronalen Netzwerken. Beispielsweise gab er eine strenge Begründung der Replica-Formel von Giorgio Parisi (aufbauend auf Arbeiten von Francesco Guerra).
Talagrand war Invited Speaker auf dem Internationalen Mathematikerkongress (ICM) in Kyoto 1990 (Some isoperimetric inequalities and their application) und Berlin 1998, wo er einen der Plenarvorträge hielt (Huge Random Structures and Mean Field Model of Spin Glasses). 1980 erhielt er den Peccot-Vimont-Preis des Collège de France und 1985 den Servant-Preis der Académie des sciences. 1995 erhielt er den Loève-Preis für Wahrscheinlichkeitstheorie, 1997 den Fermat-Preis der Universität Toulouse und 2019 den Shaw Prize in Mathematik. Seit 1997 ist er korrespondierendes und seit 2004 volles Mitglied der Académie des sciences in Paris.
2012 hielt Talagrand einen Plenarvortrag auf dem Europäischen Mathematikerkongress (ECM) in Krakau (Geometry of stochastic processes). 2022 erhielt er die Stefan-Banach-Medaille. 2024 wurde Talagrand mit dem Abelpreis ausgezeichnet.

## Schriften
- Spinglasses – a challenge to mathematicians, Springer 2003
- mit Michel Ledoux: Probability in Banach Spaces, Springer 1991
- The generic chaining, Springer 2005
- Pettis Integral and Measure Theory, Memoirs AMS 1984
- Mean field models for spin glasses, Teil 1,2, Springer 2011
- Upper and lower bounds for stochastic processes : modern methods and classical problems, Springer 2014